# 大道寺友山
大道寺友山（1639年—1730年），日本江户時代著名武士，信奉儒家思想，著有《武道初心集》、《岩渊夜话》、《落穗集》等书。
大道寺友山出身于山城国伏见城，名为重祐，通称为孙九郎（大道寺氏历代嫡子均通称此名），是后北条氏重臣大道寺政繁的曾孙。他于宽永16年出生，其父原为松平忠辉门下藩士，后在主公被改易后成为浪人。
大道寺友山成人后先后跟随小幡景憲、北条氏長、山鹿素行等人修行甲州流兵法，其著作《武道初心集》后成为中下级武士入门书籍，与山本常朝的《叶隐》一书齐名。
其子大道寺重高出仕于福井藩，后世遂代代为福井藩藩士。